# Miles Jupp
Miles Hugh Barrett Jupp, född 8 september 1979 i London är en brittisk komiker och skådespelare.

## Filmografi i urval
- 2007 – Harry Potter och Fenixorden
- 2009 – Sherlock Holmes
- 2009–2012 – Trist, herr minister (TV-serie)
- 2010 – Flickorna i Dagenham
- 2010–2014 – Rev. (TV-serie)
- 2011 – Johnny English Reborn
- 2012 – Spy (TV-serie)
- 2014 – The Monuments Men
- 2016 – Legenden om Tarzan
- 2017 – The Man Who Invented Christmas
- 2021 – En brittisk skandal (TV-serie)
- 2023 – Napoleon